# Condylostylus portoricensis
Condylostylus portoricensis är en tvåvingeart som först beskrevs av Macquart 1834.  Condylostylus portoricensis ingår i släktet Condylostylus och familjen styltflugor.
Artens utbredningsområde är Florida. Inga underarter finns listade i Catalogue of Life.